# Hệ bài tiết

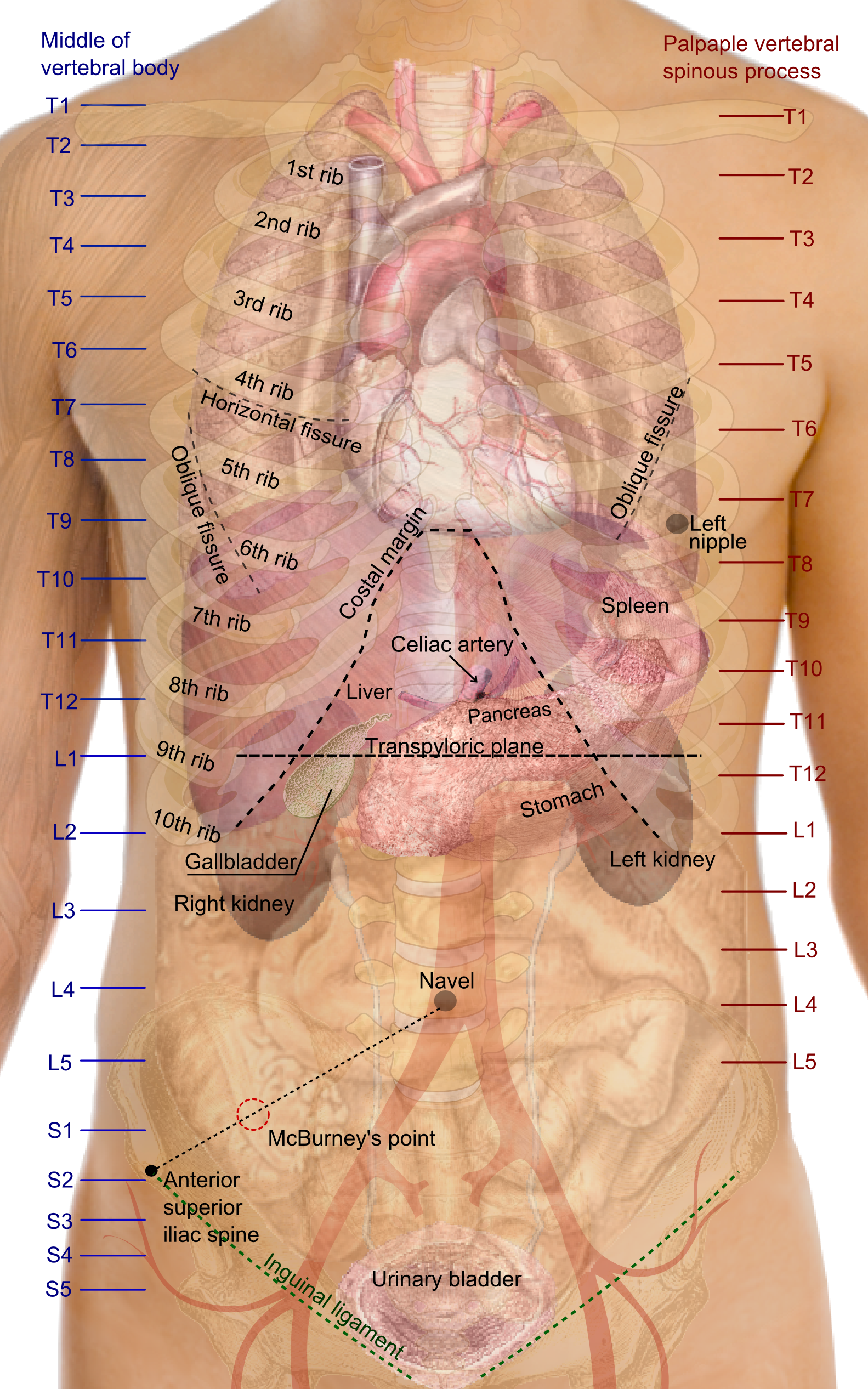
Hình chiếu bề mặt của các cơ quan chính của thân, sử dụng cột sống và lồng xương sườn làm điểm tham chiếu chính của giải phẫu bề mặt

Hệ bài tiết là một hệ thống sinh học thụ động giúp loại bỏ các vật liệu dư thừa, không cần thiết khỏi dịch cơ thể của sinh vật, để giúp duy trì cân bằng nội môi hóa học và ngăn ngừa nguy hại cho cơ thể. Chức năng kép của các hệ thống bài tiết là loại bỏ các chất thải của quá trình trao đổi chất và đẩy ra khỏi cơ thể các thành phần đã sử dụng và các thành phần đã bị phá vỡ ở trạng thái lỏng và khí. Ở người và các loài động vật màng ối khác (động vật có vú, chim và bò sát) hầu hết các chất này thoát ra khỏi cơ thể dưới dạng nước tiểu và ở một mức độ nào đó, động vật có vú cũng trục xuất chúng qua mồ hôi.
Chỉ các cơ quan được sử dụng đặc biệt cho bài tiết được coi là một phần của hệ bài tiết. Theo nghĩa hẹp, thuật ngữ này đề cập đến hệ tiết niệu. Tuy nhiên, vì bài tiết liên quan đến một số chức năng chỉ liên quan đến bề ngoài, nó thường không được sử dụng trong các phân loại chính thức hơn về giải phẫu hoặc chức năng.
Vì hầu hết các cơ quan hoạt động khỏe mạnh đều tạo ra sự trao đổi chất và các chất thải khác, toàn bộ sinh vật phụ thuộc vào chức năng của hệ bài tiết này. Một trong những hệ bài tiết nếu bị phá vỡ là một tình trạng sức khỏe nghiêm trọng, ví dụ như suy thận.

## Các hệ thống con

### Hệ tiết niệu
Thận là cơ quan hình hạt đậu ở mỗi bên của cột sống trong khoang bụng. Con người có hai quả thận và mỗi quả thận được cung cấp máu từ động mạch thận. Thận loại bỏ khỏi máu các chất thải chứa nitơ như urê, cũng như muối và nước dư thừa, và bài tiết chúng dưới dạng nước tiểu. Điều này được thực hiện với sự giúp đỡ của hàng triệu nephron có trong thận. Máu được lọc đi ra khỏi thận bằng cách đi qua tĩnh mạch thận. Nước tiểu từ thận được thu thập bởi niệu quản (hoặc ống bài tiết), một từ mỗi thận và được đưa đến bàng quang tiết niệu. Bàng quang tiết niệu thu thập và lưu trữ nước tiểu cho đến khi đi tiểu. Nước tiểu thu thập trong bàng quang được cơ thể đẩy ra môi trường bên ngoài thông qua một lỗ mở gọi là niệu đạo.